# Hans-Stephan Martin
Hans-Stephan Martin (* 20. Dezember 1967 in Schierling, Bayern; † 8. Dezember 2006) war ein deutscher Kirchenmusiker.
Nach seinem Abitur bei den Regensburger Domspatzen, wo er sowohl als Knaben- als auch als Männerstimme unter Georg Ratzinger sang, studierte er an der Kirchenmusikschule Regensburg bei Roland Büchner (seit 1994 Nachfolger von Ratzinger) Chorleitung und bei Eberhard Kraus Orgel. Er schloss dieses Studium mit der A-Examen ab, bevor er Kirchenmusiker in Augsburg wurde. 1992 kehrte Martin an seine ehemalige Schule zurück, wo er bis zu seinem Tod als Chorleiter und Stimmbildner tätig war. Seine Nachfolgerin wurde im Mai 2007 Kathrin Giehl.
Außerdem gründete und leitete er den Kammerchor Donaustauf, der sich auf barocke Musik konzentriert.